# Manoir de Näsbyholm
Le manoir de Näsbyholm ou Næsbyholm (Næsbyholms slott) se trouve dans un domaine familial au sud de la Scanie (Suède), situé dans la commune de Skurup.

## Historique

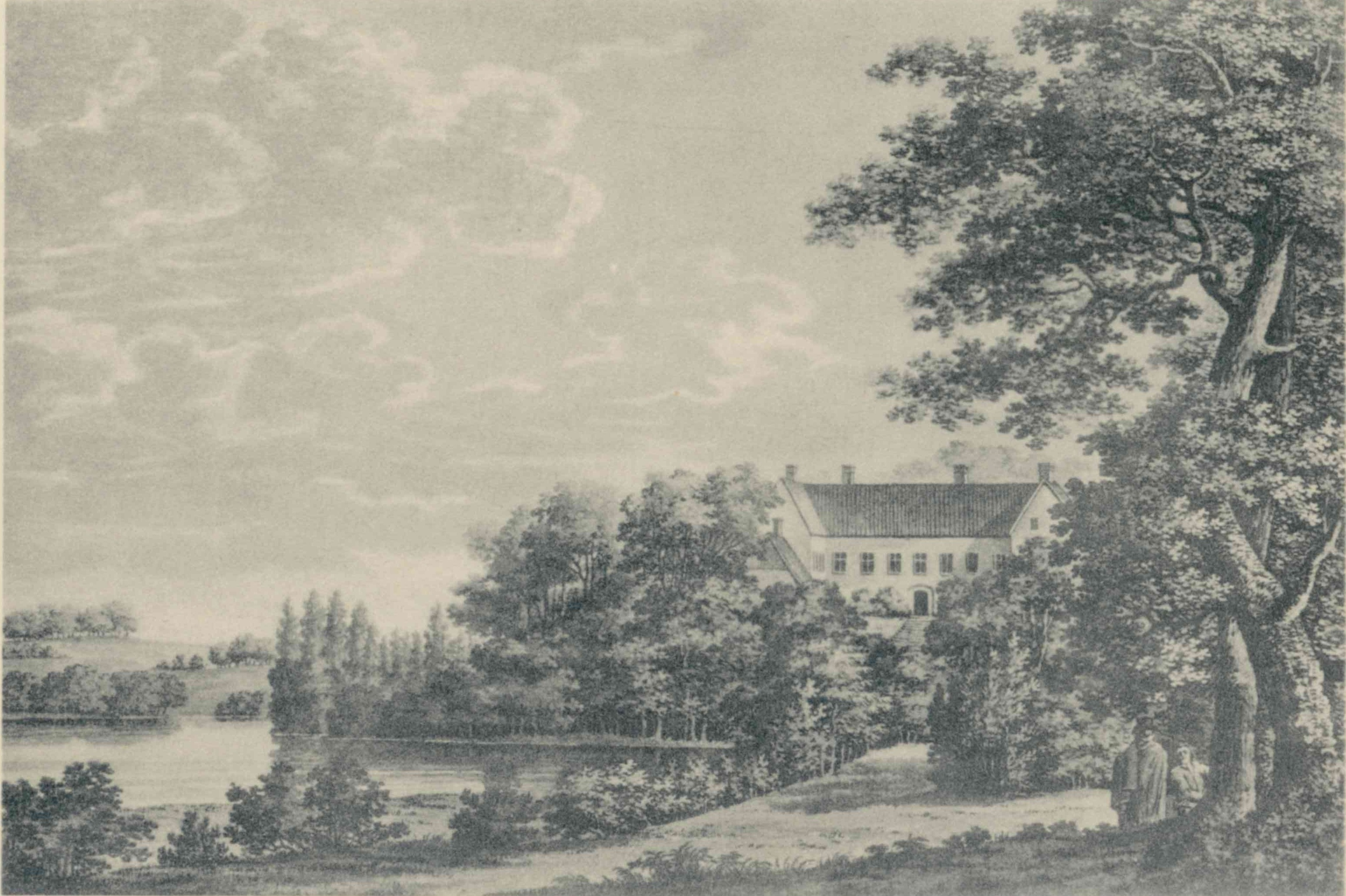
Vue du manoir en 1822

C’est au XIVe siècle qu’est édifié un manoir fortifié, alors que la région appartient au royaume du Danemark. Le domaine est propriété du seigneur Jens Nielsen de Galen, puis de l’archevêque de Lund de 1410 à 1576, jusqu’à la Réforme, lorsqu’il devient bien de la couronne. Le roi en fait don à la famille Bille, puis il passe à la famille Beck. Il est acquis par mariage en 1744 par Christian Henrik von Finecke, puis par sa fille Margareta en 1756 qui est l’épouse du baron Conrad von Blixen, donnant ainsi naissance à la lignée des Blixen-Finecke qui en sont toujours les propriétaires aujourd’hui avec le baron Dick von Blixen-Finecke depuis 1950. Le fideicommis (propriété transmise par droit d’aînesse) actuel comprend des terres de deux mille hectares. Le baron Fredrik von Blixen-Finecke (1847 † 1919), qui était l’époux de la comtesse Clara Krag-Juel-Wind-Frijs, était très ami de Wilhelm Dinesen (père de Karen qui épouse Bror von Blixen-Finecke), le cousin germain de sa femme. Les Dinesen y firent de fréquents séjours.
L’actuel corps de logis est construit en 1957, sur une parcelle de terrain où se trouvait autrefois l’ancien château démoli en 1865. Ce dernier est reconstruit peu par après, mais brûle à nouveau en 1955. Le manoir actuel est donc le troisième édifice du domaine. Il est agrandi en 1994.